# ورزشگاه آرنا دا بایشادا
ورزشگاه آرنا دا بایشادا (به پرتغالی: Arena da Baixada) ورزشگاهی در شهر کوریتیبا در کشور برزیل است.
این ورزشگاه که در سال ۱۹۹۷ ساخت شده است، ۴۱٬۴۵۶ نفر ظرفیت دارد.